# 二神孝一
二神 孝一（ふたがみ こういち、1958年 - 2023年3月24日）は、日本の経済学者。位階は従四位。
大阪大学大学院経済学研究科教授。専門はマクロ経済学、経済成長理論、寡占理論。

## 経歴
- 1982年 京都大学理学部卒業
- 1984年 神戸大学大学院経済学研究科博士前期課程修了
- 1987年 神戸大学経済学研究科経済学経済政策専攻単位取得満期退学
- 1984年 松山商科大学経済学部講師
- 1989年 松山大学(旧松山商科大学)助教授
- 1991年 立命館大学経済学部助教授
- 2000年 大阪大学大学院経済学研究科教授[2]
- 2021年 同志社大学経済学部特別客員教授
- 2023年3月24日 病気のため死去[3]。没後に日本政府より従四位に追叙され、瑞宝小綬章を追贈された[4]。

## 論文と著作
- 岩本康志、大竹文雄、斎藤誠と共著『経済政策とマクロ経済学：改革への新しい提言』日本経済新聞社、1999。ISBN 4-532-13179-0
- 二神孝一『マクロ経済学入門 シリーズ 新エコノミクス』日本評論社、2006。ISBN 4-535-04115-6
- 二神孝一『動学マクロ経済学 成長理論の発展』日本評論社 、2012。ISBN 978-4535556737
- 堀敬一と共著『マクロ経済学』有斐閣、2009。ISBN 978-4641165021